# I Still Haven't Found What I'm Looking For
I Still Haven't Found What I'm Looking For è un brano musicale del gruppo rock irlandese degli U2, estratto come secondo singolo dall'album The Joshua Tree. Il singolo fu il secondo (e ad oggi l'ultimo) numero uno del gruppo nella Billboard Hot 100, dopo il successo del precedente singolo With or Without You, oltre ad aver raggiunto la posizione numero 6 nel Regno Unito. È stata citata come la 93° canzone secondo Rolling Stone nella loro classifica delle 500 migliori canzoni di tutti i tempi.

## Concetto
Solitamente le musiche delle canzoni degli U2 vengono create dai quattro musicisti durante interminabili jam session oppure da spunti melodici e/o compositivi di The Edge e Bono è il paroliere del gruppo. Per questo brano invece The Edge inventò il titolo e qualche parte del testo mentre Bono creò la base musicale completando poi anche le parole. The Edge ricorda così la nascita della canzone: «...Eravamo ad una festa. Bono mi disse che aveva un nuovo pezzo. Prese una chitarra acustica e me lo suonò. Ricordo che, nonostante non riuscissimo praticamente a parlare a causa della musica house sparata a tutto volume, la nuova melodia suonava talmente limpida e potente da riuscire a sovrastare la musica della festa...».
Durante un'intervista, un giornalista chiese a Bono se lui avesse trovato quello che stava cercando (parafrasando il titolo del brano). Bono, divertito, rispose che questa fosse una frase di The Edge e che da quel titolo aveva tratto l'ispirazione per scrivere la canzone. Comunque rassicurò l'intervistatore dicendo che di sicuro non stava cercando la Coca-Cola...

## Video musicale
Il video per I Still Haven't Found What I'm Looking For è stato filmato nella Fremont Street a Las Vegas il 12 aprile 1987, dopo il concerto "Joshua Tree" Tour tenutosi nella città, e vede il gruppo muoversi per la strada, mentre The Edge suona una chitarra acustica.

## Tracce
Testi e musiche di Bono.
1. I Still Haven't Found What I'm Looking For (Album Version) – 4:38
2. Spanish Eyes (Single Version) – 3:16
3. Deep in the Heart (Single Version) – 4:31

## Formazione
U2
- Bono - voce
- The Edge - chitarre, cori
- Adam Clayton - basso
- Larry Mullen Jr. - batteria, percussioni

Altri musicisti
- Brian Eno – cori
- Daniel Lanois – cori, chitarra aggiuntiva

## Classifiche
| Classifica (1987)                | Posizione massima |
| -------------------------------- | ----------------- |
| Australia                        | 17                |
| Austria                          | 10                |
| Belgio (Fiandre)                 | 20                |
| Canada                           | 6                 |
| Finlandia                        | 6                 |
| Francia                          | 37                |
| Germania                         | 13                |
| Irlanda                          | 1                 |
| Italia                           | 22                |
| Nuova Zelanda                    | 2                 |
| Paesi Bassi                      | 6                 |
| Regno Unito                      | 6                 |
| Spagna                           | 16                |
| Stati Uniti                      | 1                 |
| Stati Uniti (adult contemporary) | 16                |
| Stati Uniti (mainstream rock)    | 2                 |
| Sudafrica                        | 29                |
| Svezia                           | 11                |
| Svizzera                         | 18                |

### Classifiche di fine anno
| Classifica (1987) | Posizione |
| ----------------- | --------- |
| Italia            | 100       |

## Nella cultura di massa
Nel film Rattle and Hum, questo brano viene suonato in una versione gospel. La parte iniziale vede il contributo unicamente di Bono e The Edge, successivamente subentra il resto della band e il coro gospel. Nella parte finale il coro gospel, accompagnato da due solisti, diventano gli unici protagonisti del brano. Il video è girato in bianco e nero dentro una chiesa di Harlem a New York.

## Cover
- Gli U2 hanno suonato questa canzone con Bruce Springsteen due volte: nel 2005, anno del loro ingresso nella Rock and Roll Hall of Fame, e nel 2009.
- Una cover del brano è contenuta come traccia nascosta in Asylum, album del 2010 della band alternative metal Disturbed.
- Il brano fu eseguito dal cast di Glee in occasione delle Nazionali, come omaggio a Finn Hudson (Cory Monteith) nell'undicesimo episodio della quinta stagione della serie.
- La cantante Cher ha eseguito una cover di questo brano durante sia il Do You Believe? Tour che il Living Proof: The Farewell Tour.[22]